# Allen Iverson
Allen Ezail Iverson  (Hampton, Virginia, 7. lipnja 1975.) je umirovljeni američki profesionalni košarkaš. Igrao je na poziciji beka šutera I plajmejkera. Philadelphia 76ers izabrali su ga u 1. krugu (1. ukupno) NBA drafta 1996. godine. U sezoni 2000./01. odveo je 76erse do NBA finala i proglašen je najkorisnijim igračem sezone. Iverson je jedanaesterostruki NBA All-Star te je sedam puta biran u All-NBA momčad. Jedan je od najboljih strijelaca u povijesti NBA: s 27.7 poena po utakmici je na trećem mjestu svih vremena, iza Michaela Jordana i Wilta Chamberlaina.

## Sveučilište
Pohađao je sveučilište Georgtown. S njima je osvojio brojna priznanja. Osvojio je nagradu Big East obrambeni igrač godine i s reprezentacijom SAD-a ostvario je zlatnu medalju na Svjetskom sveučilišnom prvenstvu u košarci u Japanu 1995. godine. Iverson je predvodio američku reprezentaciju sa 16.7 poena i 6.1 asistencija po utakmici. Sveučilišnu karijeru je završio kao najbolji strijelac košarkaškog tima s prosjekom od 23 poena po utakmici. Zbog obiteljskih i financijskih problema morao je napustiti sveučilište prije mature i otići u NBA.

## NBA karijera

### Philadelphia 76ers

#### Početci  (1996. – 2000.)
Philadelphia 76ers izabrali su ga u 1. krugu (1. ukupno) NBA drafta 1996. godine. Iverson je imao izvrsnu rookie sezonu. Predvodio je 76erse u poenima, asistencijama i ukradenim loptama, te si tako priskrbio nagradu za novaka godine. Izabran je i u All-Rookie prvu petorku. U sezoni 1998./99., Iverson bilježi 26.8 poena po utakmici i time osigurava naslov najboljeg strijelca lige. 76erse odvodi u doigravanje, ali bez većeg učinka jer gube od Pacersa u drugom krugu. Sljedeće sezone Iverson potpisuje ugovor vrijedan 70 milijuna $ i dobiva poziv na All-Star utakmicu. Te iste sezone Iverson bilježi 28.4 poena po utakmici i ponovno 76erse odvodi u doigravanje. U doigravanju briljira s 26.2 poena, 4.8 asistencija, 4 skokova i 1.3 ukradene lopte ali i ovaj puta ne prolaze Pacerse u drugom krugu. Izabran je u All-NBA prvu petorku.

#### Najkorisniji igrač sezone 2000./01.
U sezoni 2000./01. predvodio je svoju momčad do 10 uzastopnih pobjeda u sezoni i izabran je na All-Star utakmicu, gdje je i osvojio nagradu za najkorisnijeg igrača utakmice. 76ersi su ostvarili najbolji omjer pobjeda i poraza na Istoku 56-26. Iverson je bilježio 31.1 poena i 2.5 ukradene lopte po utakmici te si tako priskrbio naslov za najboljeg strijelca i "kradljivca" lige. Te iste sezone osvaja nagradu za najkorisnijeg igrača sezone te je izabran u All-NBA prvu petorku. Predvodio je 76erse do NBA finala protiv Los Angeles Lakersa. Unatoč sjajnim igrama Iversona, 76ersi lako gube finale od Lakersa koji su bili predvođeni O'Nealom i Bryantom. Sezone 2001./02. Iverson je imao dosta problema s ozljedama, ali je sezonu završio s 31.4 poena. 76ersi osiguravaju šesto mjesto na Istoku, ali ispadaju već u prvom krugu od Celticsa.

#### Sezone bez uspjeha (2003. – 2006.)
U sezoni 2002./03. Iverson bilježi 27.6 poena i izabran je na NBA All-Star utakmicu. Predvodi 76erse do doigravanja, ali opet gube u drugom krugu, ovaj puta od Pistonsa. Iverson je davao sve od sebe ali nikako nije uspio igru 76ersa podići na višu razinu. Sezona 2005./06. bila je Iversonova posljednja sezona u dresu 76ersa. Prosječno je bilježio 33.7 poena po utakmici, ali 76ersi ponovno ne uspijevaju izboriti doigravanje, drugi put u tri godine. Iverson je nekoliko puta kažnjen tokom sezone zbog svog ponašanja. Nakon nekoliko mjeseci uprava 76ersa odlučila je mijenjati Iversona u Denver Nuggetse za Andrea Millera, Joea Smitha i dva izbora prvog kruga drafta.

### Denver Nuggets
Iverson se Nuggetsima pridružio u prosincu 2006. godine. Iverson se nije uklopio u momčad. Iako je imao uz sebe Carmela Anthonyja, Nuggetsi su izborili samo dva doigravanja u tri godine i oba puta ispali u prvom krugu. Trener Nuggetsa George Karl nije bio zadovoljan igrom svoje momčadi te nije pokazivao nikakvo žaljenje nakon mijenjanja Iversona u Pistonse. Ubrzo su počele glasine o mijenjanju u Pistonse i to se uskoro i dogodilo. Iverson je mijenjan u Pistonse za Chaunceya Billupsa, Antonia McDyessa i Cheikha Sambu.

### Detroit Pistons
Nakon dolaska u Pistonse Iverson je svoj standardni broj 3 zamijenio brojem 1. Sezona 2008./09. nije bila baš sjajna za Pistonse. Sezonu su završili s omjerom pobjeda i poraza 39-43 te tako zauzeli tek osmo mjesto na Istoku. Iverson je bio žestoko kritiziran kao i uprava Pistonsa zbog zamjene Chauncey Billupsa, jer je igra Pistonsa nakon dolaska Iversona potpuno izgubila smisao. U doigravanju Cavsi su ih uništili u četiri utakmice i Pistonsi su ispali već u prvom krugu, a sedam prethodnih sezona su bili u finalu Istočne konferencije. Iverson nije igrao u doigravanju zbog ozljede leđa.

### Memphis Grizzlies
Dne 9. rujna 2009. Iverson je potpisao jednogodišnji ugovor vrijedan 3,1 milijuna dolara čime je postao novi član Memphis Grizzliesa. 17. studenog 2009. Iverson je raskinuo ugovor s Memphis Grizzliesima. Nekoliko dana prije Grizzliesi su dopustili Iversonu da napusti klub kako bi riješio neke "privatne stvari", a sada je njihova suradnja i definitivno okončana. Također Iverson se žalio i na ulogu igrača s klupe, jer u tri nastupa za tu momčad niti jednom nije bio član njene startne petorke. 

### Povratak u Philadelphiu
Nakon brojnih predviđanja da odlazi u mirovinu i da prekida svoju veliku karijeru, Iverson je to sve opovrgnuo dogovorom uvjeta i potpisivanjem ugovora s Philadelphia 76ersima. Potpisao je negarantirani jednogodišnji ugovor koji bi mu trebao donijeti nešto više od milijun dolara zarade. Također treba spomenuti da je Iverson bio vrlo blizu potpisa s New York Knicksima koji su u posljednji trenutak odustali od te mogućnosti.

## Europa
Dne 26. listopada 2010. Iverson je potpisao dvogodišnji ugovor vrijedan 4 milijuna dolara za Beşiktaş. 

## Američka reprezentacija
Bio je član reprezentacije SAD-a na Olimpijskim igrama u Ateni 2004., gdje su nakon velikog debakla uspjeli osvojiti brončanu medalju.

## NBA statistika

### Regularni dio
| Godina    | Klub         | Odig. uta. | Uta. poč. | Min. | 2P%  | 3P%  | Sl. bac.% | Skok. | Asist. | Ukr. lop. | Blok. | Poena |
| --------- | ------------ | ---------- | --------- | ---- | ---- | ---- | --------- | ----- | ------ | --------- | ----- | ----- |
| 1996./97. | Philadelphia | 76         | 74        | 40.1 | .416 | .341 | .702      | 4.1   | 7.5    | 2.1       | .3    | 23.5  |
| 1997./98. | Philadelphia | 80         | 80        | 39.4 | .461 | .298 | .729      | 3.7   | 6.2    | 2.2       | .3    | 22.0  |
| 1998./99. | Philadelphia | 48         | 48        | 41.5 | .412 | .291 | .751      | 4.9   | 4.6    | 2.3       | .2    | 26.8  |
| 1999./00. | Philadelphia | 70         | 70        | 40.8 | .421 | .341 | .713      | 3.8   | 4.7    | 2.1       | .1    | 28.4  |
| 2000./01. | Philadelphia | 71         | 71        | 42.0 | .420 | .320 | .814      | 3.8   | 4.6    | 2.5       | .3    | 31.1  |
| 2001./02. | Philadelphia | 60         | 59        | 43.7 | .398 | .291 | .812      | 4.5   | 5.5    | 2.8       | .2    | 31.4  |
| 2002./03. | Philadelphia | 82         | 82        | 42.5 | .414 | .277 | .774      | 4.2   | 5.5    | 2.7       | .2    | 27.6  |
| 2003./04. | Philadelphia | 48         | 47        | 42.5 | .387 | .286 | .745      | 3.7   | 6.8    | 2.4       | .1    | 26.4  |
| 2004./05. | Philadelphia | 75         | 75        | 42.3 | .424 | .308 | .835      | 4.0   | 7.9    | 2.4       | .1    | 30.7  |
| 2005./06. | Philadelphia | 72         | 72        | 43.1 | .447 | .323 | .814      | 3.2   | 7.4    | 1.9       | .1    | 33.0  |
| 2006./07. | Philadelphia | 15         | 15        | 42.7 | .413 | .226 | .885      | 2.7   | 7.3    | 2.2       | .1    | 31.2  |
| 2006./07. | Denver       | 50         | 49        | 42.4 | .454 | .347 | .759      | 3.0   | 7.2    | 1.8       | .2    | 24.8  |
| 2007./08. | Denver       | 82         | 82        | 41.8 | .458 | .345 | .809      | 3.0   | 7.1    | 2.0       | .2    | 26.4  |
| 2008./09. | Denver       | 3          | 3         | 41.0 | .450 | .250 | .720      | 2.7   | 6.7    | 1.0       | .3    | 18.7  |
| 2008./09. | Detroit      | 54         | 50        | 36.5 | .416 | .286 | .786      | 3.1   | 4.9    | 1.6       | .1    | 17.4  |
| Ukupno    |              | 886        | 877       | 41.4 | .425 | .313 | .780      | 3.7   | 6.2    | 2.2       | .1    | 27.1  |
| All-Star  |              | 9          | 9         | 26.6 | .414 | .667 | .769      | 2.6   | 6.2    | 2.3       | .1    | 14.4  |

### Doigravanje
| Godina    | Klub         | Odig. uta. | Uta. poč. | Min. | 2P%  | 3P%  | Sl. bac.% | Skok. | Asist. | Ukr. lop. | Blok. | Poena |
| --------- | ------------ | ---------- | --------- | ---- | ---- | ---- | --------- | ----- | ------ | --------- | ----- | ----- |
| 1998./99. | Philadelphia | 8          | 8         | 44.8 | .411 | .283 | .712      | 4.1   | 4.9    | 2.5       | .2    | 28.5  |
| 1999./00. | Philadelphia | 10         | 10        | 44.4 | .384 | .308 | .739      | 4.0   | 4.5    | 1.2       | .1    | 26.2  |
| 2000./01. | Philadelphia | 22         | 22        | 46.2 | .389 | .338 | .774      | 4.7   | 6.1    | 2.4       | .3    | 32.9  |
| 2001./02. | Philadelphia | 5          | 5         | 41.8 | .381 | .333 | .810      | 3.6   | 4.2    | 2.6       | .0    | 30.0  |
| 2002./03. | Philadelphia | 12         | 12        | 46.4 | .416 | .345 | .737      | 4.3   | 7.4    | 2.4       | .1    | 31.7  |
| 2004./05. | Philadelphia | 5          | 5         | 47.6 | .468 | .414 | .897      | 2.2   | 10.0   | 2.0       | .4    | 31.2  |
| 2006./07. | Denver       | 5          | 5         | 44.6 | .368 | .294 | .806      | .6    | 5.8    | 1.4       | .0    | 22.8  |
| 2007./08. | Denver       | 4          | 4         | 39.5 | .434 | .214 | .697      | 3.0   | 4.5    | 1.0       | .2    | 24.5  |
| Ukupno    |              | 71         | 71        | 45.1 | .401 | .327 | .764      | 3.8   | 6.0    | 2.1       | .2    | 29.7  |

## Vanjske poveznice
- Službena stranica  Arhivirana inačica izvorne stranice od 28. siječnja 2011. (Wayback Machine)
- Profil na NBA.com
- Profil  Arhivirana inačica izvorne stranice od 8. svibnja 2012. (Wayback Machine) na Basketball-Reference.com

| Prethodnik Joe Smith | Prvi izbor NBA drafta NBA draft 1996. | Nasljednik Tim Duncan |